# Буланов, Игорь Васильевич
И́горь Васи́льевич Була́нов (род. 15 ноября 1963, Калининград) — советский и российский футболист, защитник. Мастер спорта СССР.

## Карьера
Футбольная карьера Игоря Буланова началась в «Балтике». Калининградский клуб тогда выступал во второй лиге и там Игорь сыграл 32 матча и забил 2 гола.
Осенью 1981 года его пригласило минское «Динамо». За этот клуб Буланов не сыграл ни одного матча и в 1982 году перешёл в московское «Динамо». В высшей лиге он дебютировал 13 августа в матче 21-го тура против «Кубани», выйдя на замену на 84-й минуте вместо Александра Бородюка. Это был единственный матч Игоря в том сезоне. В 1984 году Буланов выиграл Кубок СССР: в финале «бело-голубые» обыграли «Зенит» со счётом 2:0.
Всего за «Динамо» Буланов провёл около 180 матчей и забил 20 голов. Также стал серебряным призёром чемпионата СССР.
В 1989 он ушёл в «Локомотив». Во второй части чемпионата Игорь сыграл 13 матчей, забив 2 мяча.
После «Локо» Игорь уехал в Германию и стал игроком «Оснабрюка». Во Второй Бундеслиге провел 64 матча и забил 1 гол. Затем 3 сезона играл в оберлиге — 39 матчей, 1 гол.
Перед началом сезона 1996/97 перешёл в команду низшей лиги «Бад Ротенфельде», где выступал вплоть до 2001 года.

## Достижения
«Динамо» Москва
- Обладатель Кубка СССР: 1984